# Ángel Díaz de Tuesta
Ángel Díaz de Tuesta e Ibáñez de Sendadiano (Torrubia del Campo, España, 1890 - 1971) fue un diplomático español.

## Biografía
Hijo del farmacéutico Segundo Juan Díaz de Tuesta y de Magdalena Ibáñez de Sendadiano, alaveses de Valdegovía, nació en Torrubia del Campo, en dónde su padre dirigía la farmacia de la comarca.
A la muerte prematura de su progenitor se traslada junto a su madre a Vitoria en donde cursó y terminó el Bachillerato.
Ingresa en la Facultad de Derecho de la Universidad de Deusto en 1906, y permanece allí hasta 1911 con brillantes calificaciones, superando la Revalida de Licenciatura en la Universidad de Salamanca.
Se traslada a Francia y posteriormente a California (EE. UU.) para perfeccionar el conocimiento de las lenguas extranjeras.
En 1916 ingresa en el Cuerpo Consular del Ministerio de Estado (Ministerio de Asuntos Exteriores y Cooperación desde 2004) siendo su primer destino como Cónsul de 2 ª en La Habana, Cuba. Ese mismo año contrae matrimonio con la joven valenciana Carmen García Ruiz de Morales
A comienzos de la década de los 20 es destinado a Mogador y Arcila y posteriormente a Copenhague (Dinamarca) en donde nacen sus dos hijas. Es el padre de Magdalena Díaz de Tuesta y de la concertista de piano Maite Díaz de Tuesta
En 1924 se traslada de nuevo a Arcila e interviene decididamente en el ensanche de la ciudad que se lleva a cabo entonces. Sin salir de Marruecos s traslada como Cónsul Interventor a Tetuán. El 15 de febrero de 1929, la Gaceta publicó el Decreto por el que se le ascendía a Cónsul de primera clase y se le destinaba con esa categoría al Consulado de la Nación en Basilea (Suiza) y más tarde a Toulouse en donde dirige el importante consulado español de esta ciudad en el final de la década de los años 20 y comienzos de la siguiente en un momento de grandes turbulencias políticas en la ciudad francesa como consecuencia de la nutrida colonia española y de los acontecimientos políticos de España.
Destinado a Orán en 1939, pasa al Consulado de Cardiff (Gales) al comienzo de la II Guerra Mundial. Le siguen sus destinos en Londres para el que fue nombrado Ministro Consejero en la Embajada de España el 2 de junio de 1941, al tiempo que recibía el ascenso a Ministro Plenipotenciario de tercera clase y, en los meses finales de la Guerra, en Hamburgo (Alemania).
Es a finales de los años 40 cuando asume la dirección del Gabinete Diplomático del Alto Comisario del Protectorado español en Marruecos.
El 26 de marzo de 1954 es nombrado por Decreto del Consejo de Ministros enviado extraordinario y Ministro plenipotenciario cerca de Su Majestad el Rey de Libia, dirigiéndose a Trípoli para hacerse cargo de la nueva Legación Diplomática de España en la antigua colonia italiana.
En 1958 es destinado a Zúrich (Suiza) dirigiendo el Consulado General de España en Zúrich hasta su jubilación en 1960 como Ministro Plenipotenciario.
Instalado inicialmente en Irún (Guipúzcoa), es en Pamplona en donde fijó su residencia definitiva.
En noviembre de 1965 hizo su ingreso como académico numerario de la sección de la Academia Vasca de la Real Sociedad de Amigos del País, como reconocimiento a su labor de historiador y la dedicación que mantuvo durante toda su vida al euskera. Llegó a completar una biblioteca destacable en esta lengua.

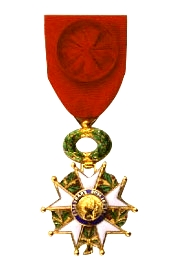
Legión de Honor

Fue distinguido por la República Francesa con la Legión de Honor y por España con la Gran Cruz del Mérito Civil.
Sus restos mortales, junto a los de su esposa y otros antepasados, descansan en el pequeño cementerio de Gurendes en Valdegovía.